# Забродовская сельская община
Забродовская сельская община (укр. Забродівська сільська громада) — территориальная община в Ковельском районе Волынской области Украины.
Административный центр — село Заброды.
Население составляет 10590 человек. Площадь — 331,2 км².
В соответствии с распоряжением Кабинета Министров Украины от 12 июня 2020 года, в состав общины вошла территория Выдраницкого, Забродовского, Замшановского, Поступельского, Речицкого и Щедрогорского сельских советов упразднённого Ратновского района.

## Населённые пункты
В состав общины входит 18 сёл:
- Заброды
  - Лучичи
  - Якушев
- Выдраницкий старостинский округ:
  - Выдраница
  - Задолина
  - Заиваново
- Замшановский старостинский округ:
  - Вужиск
  - Замшаны
- Поступельский старостинский округ:
  - Адамовка
  - Зоряное
  - Поступель
- Речицкий старостинский округ:
  - Мельники-Речицкие
  - Пески-Речицкие
  - Речица
- Щедрогорский старостинский округ:
  - Залютье
  - Окачево
  - Подгорье
  - Щедрогор